# Håret star
Håret Star (Carex hirta) er et 15-60 cm højt halvgræs, der vokser på overdrev, enge og langs veje. Håret Star er Danmarks almindeligste Star.

## Beskrivelse
Håret Star er en flerårig urt med vandret krybende jordstængel. Alle overjordiske dele er hårede, selv bladpladerne, hvilket adskiller arten fra alle andre danske starer. Blomsterstanden består af 1-2 hanaks og nogle aflange og tykke hunaks. Frugthylstret er håret.

## Udbredelse
Europa og Kaukasus. Indslæbt til Nordamerika. I Danmark er den almindelig, bortset fra Nord- og Vestjylland, hvor den er sjælden.

## Habitat
Den findes på næringsrige og næringsberigede, fugtige steder, fx gødskede kulturenge og vejrabatter.